# Aftermath Entertainment
Aftermath Entertainment ist ein US-amerikanisches Musiklabel, das sich auf Hip-Hop spezialisiert hat. Es wurde 1996 von Dr. Dre gegründet, nachdem dieser Death Row Records verlassen hatte.
Künstler wie Eminem, 50 Cent, Game, Busta Rhymes, Kendrick Lamar und Dr. Dre machten Aftermath zu einem der erfolgreichsten Hip-Hop-Labels. Aftermath Entertainment arbeitet inzwischen mit den später entstandenen Shady Records und G-Unit Records zusammen, die beide (genau wie Aftermath) ein Teil von Interscope Records sind.

## Interpreten
Folgende Interpreten stehen bei Aftermath Entertainment unter Vertrag:
| Interpret      | bei Aftermath seit | Alben bei Aftermath |
| -------------- | ------------------ | ------------------- |
| Dr. Dre        | 1996               | 3                   |
| Eminem         | 1998               | 9                   |
| Kendrick Lamar | 2012               | 4                   |
| Justus         | 2015               | —                   |
| Anderson .Paak | 2016               | 2                   |

Ehemalige Interpreten
- 50 Cent
- Antonio McLendon[1]
- Bishop Lamont
- Brooklyn[2]
- Busta Rhymes
- Dion[3]
- Eve
- G.A.G.E.[4]
- Game
- Hayes[5]
- Hittman
- King Tee
- Joell Ortiz
- Marsha Ambrosius
- Raekwon
- Rakim[6]
- RBX
- Slim the Mobster
- Stat Quo
- The Firm
- The Last Emperor
- Truth Hurts
- Jon Connor

## Produzenten
- Dawaun Parker
- Dr. Dre
- DJ Khalil
- Focus
- Hi-Tek
- Mike Elizondo
- Mel-Man
- Warren G
- Thaibeatz
- Scott Storch

## Veröffentlichungen

### Alben & Mixtapes
- 1996 Dr. Dre – Dr. Dre Presents: The Aftermath
- 1997 The Firm – The Album
- 1999 Dr. Dre – 2001
- 1999 Eminem – The Slim Shady LP
- 2000 Eminem – The Marshall Mathers LP
- 2001 The Wash Soundtrack
- 2002 Truth Hurts – Truthfully Speaking
- 2002 Eminem – The Eminem Show (Shady / Aftermath)
- 2002 8 Mile (Shady / Aftermath) Soundtrack
- 2003 50 Cent – Get Rich or Die Tryin’ (Shady / Aftermath)
- 2004 Eminem – Encore (Shady / Aftermath)
- 2005 Eminem – Curtain Call: The Hits (Shady / Aftermath)
- 2005 50 Cent – The Massacre (Shady / Aftermath)
- 2005 50 Cent – The Massacre – Re-Release (Shady / Aftermath)
- 2005 The Game – The Documentary (G Unit / Aftermath)
- 2006 Busta Rhymes – The Big Bang
- 2006 Eminem – Eminem Presents: The Re-Up (Shady / Aftermath)
- 2007 Bishop Lamont – Nigga Noize (Mixtape)
- 2007 50 Cent – Curtis (Shady / Aftermath)
- 2009 Eminem – Relapse (Shady / Aftermath)
- 2009 50 Cent – Before I Self Destruct (Shady / Aftermath)
- 2010 Eminem – Recovery (Shady / Aftermath)
- 2012 Kendrick Lamar – Good Kid, M.a.a.d. City
- 2013 Eminem – The Marshall Mathers LP 2 (Shady / Aftermath)
- 2015 Kendrick Lamar – To Pimp a Butterfly
- 2015 Dr. Dre – Compton
- 2017 50 Cent – Best of 50 Cent (Shady / Aftermath)
- 2018 Eminem – Kamikaze (Shady / Aftermath / Interscope)
- 2018 Anderson .Paak – Oxnard (Aftermath / 12 Tone Music)

Die Alben, die direkt über Shady Records bzw. G-Unit Records erschienen sind (z. B. Tony Yayo – Thoughts of a Predicate Felon) wurden hier nicht aufgelistet.

### Singles
- 1999 Dr Dre feat. Eminem – Forgot About Dre
- 1999 Dr Dre feat. Snoop Dogg & Nate Dogg – The Next Episode
- 1999 Dr Dre feat. Snoop Dogg – Still D.R.E.
- 1999 Eminem – My Name Is
- 1999 Eminem feat. Dr. Dre – Guilty Conscience
- 1999 Eminem – Role Model
- 1999 Eminem – Just Don’t Give A Fuck
- 2000 Eminem – The Real Slim Shady
- 2000 Eminem – The Way I Am
- 2000 Eminem feat. Dido – Stan
- 2001 Dr. Dre – Bad Intentions
- 2002 Eminem – Without Me
- 2002 Eminem – Cleanin' Out My Closet
- 2002 Eminem – Sing for the Moment
- 2002 Eminem – Business
- 2002 Eminem – Lose Yourself (Shady / Aftermath)
- 2003 50 Cent – In Da Club (Shady / Aftermath)
- 2003 50 Cent – 21 Questions (Shady / Aftermath)
- 2003 50 Cent feat. Snoop Dogg, Young Buck & Lloyd Banks – P.I.M.P (Remix) (Shady / Aftermath)
- 2003 50 Cent – If I Can’t (Shady / Aftermath)
- 2004 Eminem – Just Lose It
- 2004 Eminem – Like Toy Soldiers
- 2004 Eminem – Mockingbird
- 2004 Eminem – Ass Like That
- 2004 The Game feat. 50 Cent – How We Do (G Unit / Aftermath)
- 2005 Eminem – When I’m Gone
- 2005 Eminem feat. Nate Dogg – Shake That
- 2005 50 Cent feat. Olivia – Candy Shop (Shady / Aftermath)
- 2005 50 Cent – Just A Lil' Bit (Shady / Aftermath)
- 2005 The Game feat. 50 Cent – Hate It or Love It (G Unit / Aftermath)
- 2005 The Game – Dreams (G Unit / Aftermath)
- 2005 50 Cent feat. Mobb Deep – Outta Control (Remix) (Shady / Aftermath)
- 2006 Busta Rhymes – Touch It
- 2006 Busta Rhymes feat. Kelis & Will.I.Am – I Love My Bitch
- 2006 Busta Rhymes feat. Swizz Beatz – New York Shit
- 2006 Busta Rhymes feat. Rick James – In The Ghetto
- 2007 50 Cent – Straight to the Bank (Shady / Aftermath)